# Room Raiders
Room Raiders (engl., Bedeutung: Zimmer-Durchstöberer) ist eine Reality-TV-Show auf MTV, die auf einer ähnlichen Idee basiert wie Dismissed.
In jeder Episode werden die Zimmer von drei jugendlichen Personen, die meist noch bei ihren Eltern leben, von einer vierten jugendlichen Person des anderen oder gelegentlich auch gleichen Geschlechts inspiziert. Diese vierte Person hat die Aufgabe, anhand der Einrichtung der jeweiligen Zimmer aus den ersten drei Personen die ihr sympathischste auszuwählen, um mit ihr auf ein Date zu gehen.
Die Aktionen der inspizierenden Person werden von den anderen drei in einem Kleinbus beobachtet und kommentiert. Zum Schluss dürfen sie deren Zimmer unter die Lupe nehmen (als Akt der „Rache“). Währenddessen kommt die inspizierende Person herein und verkündet, was ihr an welchem Zimmer am meisten miss- und gefallen hat und benennt das Zimmer und damit die Person ihrer Wahl. Welches Zimmer zu welcher Person gehört, wird ihr erst in diesem Moment klar.
Für die Ausstrahlung werden die wichtigsten Szenen zusammengeschnitten, um Computeranimationen erwähnter Gegenstände und Situationen ergänzt (grünes Drahtmodell) und mit aktuellen Musiktiteln unterlegt.
Das Alter der Teilnehmer liegt zwischen 17 und 23 Jahren.
Bis heute produzierte MTV acht Staffeln der Fernsehsendung.
- Room Raiders (im Gebiet New York, New Jersey, Connecticut)
- Room Raiders II
- Room Raiders: Miami
- Room Raiders: Hotlanta (im Gebiet Atlanta)
- Room Raiders: California
- Room Raiders: Texas
- Room Raiders: Florida
- Room Raiders 2.0

Seit der dritten Staffel werden teilweise auch außergewöhnliche Folgen mit Zwillingen und Prominenten produziert.